# Hercynite
L'hercynite, ercinite o comunemente smeriglio (simbolo IMA: Hc) è un minerale piuttosto raro del supergruppo dello spinello e in particolare degli ossispinelli, nella cui famiglia occupa un posto nel sottogruppo dello spinello; appartiene alla classe dei minerali "ossidi e idrossidi" e possiede la composizione chimica FeAl2O4.
Simile agli altri spinelli anche l'hercynite, che è un abrasivo naturale durissimo, ha un'elevata durezza Mohs da 7,5 a 8 ed è quindi in grado di incidere il vetro o di molare il vetro ottico o gli specchi come uno smeriglio e tale durezza è superata solo dal diamante; per tale ragione lo smeriglio ridotto in polvere è usato per il taglio e la lucidatura di molti tipi di pietra (lavorazione a smeriglio).
Inoltre può essere utilizzato nella carta smeriglio, un tipo di carta abrasiva. La carta smeriglio si riconosce perché di colore nero.
Si tratta di un minerale ubiquitario sulla crosta terrestre e di notevole importanza tecnologica come componente dei prodotti siderurgici.

## Etimologia e storia
L'hercynite è stata scoperta per la prima volta in un giacimento di pegmatite vicino alla città di Poběžovice, nella Boemia occidentale, ai piedi della foresta dell'Alto Palatinato nella Repubblica Ceca. Fu descritta nel 1839 da Franz Xaver Zippe che, con le sue stesse parole, chiamò il minerale Silva Hercynia in riferimento al nome latino della foresta boema. Nel suo significato originale, tuttavia, gli antichi romani si riferivano generalmente all'Hercynia come alle aree forestali dal bordo delle Alpi ai monti Harz, e l'hercynia silva alla cosiddetta Foresta Primordiale Erzinica, una bassa catena montuosa a nord del Danubio a est del Reno.

## Classificazione
L'attuale classificazione dell'Associazione Mineralogica Internazionale (IMA) colloca l'hercynite nel supergruppo dello spinello, dove si trova insieme a cromite, cocromite, coulsonite, cuprospinello, dellagiustaite, deltalumite, franklinite, gahnite, galaxite, guite, hausmannite, hetaerolite, jacobsite, maghemite, magnesiocromite, magnesiocoulsonite, magnesioferrite, magnetite, manganocromite, spinello, termaerogenite, titanomaghemite, trevorite, vuorelainenite e zincocromite, insieme alle quali forma il sottogruppo dello spinello all'interno degli ossispinelli. Fanno parte di questo gruppo anche la chihmingite e la chukochenite descritte dopo il 2018, nonché la nicromite, il cui nome non è stato ancora riconosciuto dal CNMNC dell'IMA.
Già nell'ormai obsoleta, ma ancora in uso, 8ª edizione della sistematica minerale secondo Strunz, l'hercynite apparteneva alla classe minerale di "ossidi e idrossidi" e lì alla sottoclasse di "ossidi con il rapporto di quantità materiale metallo : ossigeno = 3 : 4 (spinello tipo M3O4 e composti correlati)", dove insieme a gahnite, galaxite e spinello formava il gruppo degli "spinelli alluminati" con il sistema nº IV/B.01.
La 9ª edizione della sistematica minerale di Strunz, in vigore dal 2001 e utilizzata dall'IMA, classifica anche l'hercynite nella categoria degli ossidi con rapporto "metallo:ossigeno = 3:4 e simili". Tuttavia, questo è ulteriormente suddiviso in base alla dimensione relativa dei cationi coinvolti, in modo che il minerale possa essere trovato in base alla sua composizione nella suddivisione "Con solo cationi di medie dimensioni", dove è elencato insieme a brunogeierite, cromite, cocromite, coulsonite, cuprospinello, filipstadite, franklinite, gahnite, galaxite, jacobsite, magnesiocromite, magnesiocoulsonite, magnesioferrite, magnetite, manganocromite, nicromite, qandilite, spinello, trevorite, ulvöspinello, vuorelainenite e zincocromite, che tutti insieme costituiscono il "gruppo dello spinello" con il sistema nº 4.BB.05.
Anche la classificazione dei minerali Dana, utilizzata principalmente nel mondo anglosassone, classifica l'hercynite nella classe degli "ossidi e idrossidi" e lì nella sottoclasse degli "ossidi multipli". La si trova insieme a spinello, galaxite e gahnite nel "sottogruppo alluminio" con il sistema nº 07.02.01 all'interno della suddivisione "Ossidi multipli (A+B2+)2X4, Gruppo dello spinello".

## Abito cristallino
L'hercynite cristallizza nel sistema cristallino cubico e appartiene al gruppo spaziale Fd33m (gruppo nº 227), con costante di reticolo a = 8,13 Å e 8 unità di formula per cella unitaria.

## Forma in cui si presenta in natura
L'hercynite si presenta di colore nero o verde scuro-nero.
L'hercynite sviluppa solo cristalli microscopici con struttura ottaedrica e lucentezza simile al vetro. Di solito si trova sotto forma di aggregati minerali granulari o massicci di colore da verde scuro a nero con striscio da grigio-verde scuro a verde scuro. Il minerale è generalmente opaco e traslucido solo ai bordi sottili del cristallo.
L'hercynite si forma come collaterale nei depositi intramagmatici di magnetite e titanomagnetite, così come nelle granuliti e in altri scisti cristallini. Oltre alla magnetite, anche l'andalusite, il corindone, l'ilmenite e la sillimanite sono minerali associati.
Essendo una formazione minerale piuttosto rara, l'hercynite può essere abbondante in vari siti, ma nel complesso non è molto diffusa. Finora sono noti circa 300 siti (a partire dal 2012). Oltre alla sua località tipo Poběžovice, il minerale si trovava nella Repubblica Ceca in molti altri luoghi della Boemia e in alcuni luoghi della Moravia.
In Germania, l'hercynite è stata finora rilevata principalmente nell'Eifel in Renania-Palatinato, ma è stata rilevata anche in alcuni siti del Baden-Württemberg (Sasbach), della Baviera (Maroldsweisach, Bodenmais, Waldeck), dell'Assia, della Bassa Sassonia, della Renania settentrionale-Vestfalia e della Sassonia (Löbauer Berg).
In Austria, il minerale è stato trovato, tra l'altro, sul Pauliberg nel Burgenland, vicino a Kollnitz/Sankt Paul nella Lavanttal in Carinzia, in diverse località nel Dunkelsteinerwald (Bassa Austria), nel Leckbachgraben nella Habachtal e vicino a Strobl a Salisburgo, vicino a Luftenberg an der Donau in Alta Austria e vicino a Kapfenstein, Klausen/Bad Gleichenberg e Klöch in Stiria.
In Svizzera, l'hercynite è stata finora trovata solo nel Cantone dei Grigioni, più precisamente al Passo Wolfgang e in Val Forno vicino a Bregaglia.
Altre località includono Algeria, Antartide, Argentina, Etiopia, Australia, Brasile, Canada, Cile, Cina, Finlandia, Francia, Groenlandia, India, Indonesia, Israele, Italia, Giappone, Cambogia, Kazakistan, Corea, Lesotho, Madagascar, Marocco, Nuova Zelanda, Norvegia, Oman, Perù, Polonia, Romania, Russia, Slovacchia, Spagna, Sri Lanka, Sud Africa, Svezia, Taiwan, Tagikistan, Tanzania, Uganda, Ucraina, Regno Unito e Regno Unito. Stati Uniti d'America.
L'hercynite è stata rilevata anche in campioni di roccia della dorsale del Pacifico orientale e al di fuori della Terra sulla Luna.